# Casolaba
Casolaba (en griego, Κασωλάβα) fue una antigua ciudad de Caria. 
Perteneció a la Liga de Delos puesto que aparece mencionada en los registros de tributos a Atenas entre los años 454/3 y 447/6 a. C. donde pagaba un phoros de 2500 dracmas.
Se cita un heraldo de la ciudad en un tratado entre Milasa y Cindie del siglo IV a. C. De este decreto también se desprende que en la ciudad abundaba la población autóctona de Anatolia y es discutible hasta qué punto la ciudad perteneció al mundo griego.
Se ha sugerido que debió estar situada al norte de Halicarnaso pero se desconoce su localización exacta.